# Bergsjö
Bergsjö er et byområde i Nordanstigs kommun i Gävleborgs län i Sverige. I 2010 var indbyggertallet 1.266.